# Another Place and Time
Albums de Donna Summer
All Systems Go
(1987) Mistaken Identity
(1991)
Singles
1. This Time I Know It's for Real
Sortie : 13 février 1989
2. I Don't Wanna Get Hurt
Sortie : 15 mai 1989
3. Love's About to Change My Heart
Sortie : 14 août 1989
4. Breakaway
Sortie : octobre 1989
5. When Love Takes Over You
Sortie : 13 novembre 1989

Another Place and Time est le quatorzième album studio de la chanteuse américaine Donna Summer, sorti le 20 mars 1989 chez Atlantic et Warner Bros. Records.
L'album est réalisé par Stock Aitken Waterman et a été certifié disque d'or au Royaume-Uni. Il contient notamment la chanson This Time I Know It's for Real, qui s'est classée à la septième place du Billboard Hot 100, devenant le dernier single de Donna Summer à atteindre le top 40 américain. 

## Liste des titres
Toutes les chansons sont écrites et composées par Mike Stock, Matt Aitken et Pete Waterman, sauf indication contraire.
| 1. | I Don't Wanna Get Hurt         |                                            | 3:28 |
| 2. | When Love Takes Over You       |                                            | 4:13 |
| 3. | This Time I Know It's for Real | - Stock - Aitken - Waterman - Donna Summer | 3:38 |
| 4. | The Only One                   |                                            | 3:55 |
| 5. | In Another Place and Time      |                                            | 3:22 |

| 6.  | Sentimental                     | - Stock - Aitken - Waterman - Summer | 3:11 |
| 7.  | Whatever Your Heart Desires     | - Stock - Aitken - Waterman - Summer | 3:52 |
| 8.  | Breakaway                       |                                      | 4:04 |
| 9.  | If It Makes You Feel Good       |                                      | 3:45 |
| 10. | Love's About to Change My Heart |                                      | 4:03 |

## Crédits
- Donna Summer – chant
- Mike Stock – claviers, chœurs
- Matt Aitken – claviers, guitares
- George De Angelis – claviers
- A. Linn – batterie
- Dee Lewis – chœurs
- Mae McKenna – chœurs

Production
- Stock, Aitken & Waterman – producteurs, arrangements
- Karen Hewitt – ingénieur du son
- Boyowa "Yoyo" Olugbo – ingénieur du son
- "Mixmaster" Pete Hammond – mixage
- Lawrence Lawry – photographie, concept de pochette
- David Howells – conception
- Donna Summer – concept de pochette
- Andrene (at Vidal Sassoon) – coiffure
- Richard Sharpes – maquillage
- Kelly Cooper – style

## Classements et certifications
| Classement (1989)                    | Meilleure position |
| ------------------------------------ | ------------------ |
| Allemagne de l'Ouest (Media Control) | 49                 |
| Australie (ARIA)                     | 93                 |
| Canada (Canadian Albums)             | 62                 |
| États-Unis (Billboard 200)           | 53                 |
| Europe (European Top 100 Albums)     | 40                 |
| Finlande (Suomen virallinen lista)   | 15                 |
| France (SNEP)                        | 26                 |
| Italie (Musica e dischi)             | 24                 |
| Japon (Oricon)                       | 92                 |
| Pays-Bas (Mega Album Top 100)        | 29                 |
| Royaume-Uni (UK Albums Chart)        | 17                 |
| Suède (Sverigetopplistan)            | 16                 |
| Suisse (Schweizer Hitparade)         | 23                 |

| Classement (1989)      | Position |
| ---------------------- | -------- |
| Europe (Music & Media) | 98       |

| Région                                | Certification | Ventes/Streams |
| ------------------------------------- | ------------- | -------------- |
| Royaume-Uni (BPI)                     | Or            | 100 000^       |
| ^Mise en rayon selon la certification |               |                |